# Henning Sundesson
Henning Leopold Sundesson eller Sundeson, född 21 april 1909 i Råneå, Norrbottens län, död 22 december 1990 i Alnö, Västernorrlands län, var en svensk idrottsman (långdistanslöpare). Han tävlade för Umedalens IF.
Vid de olympiska spelen i Berlin 1936 kom Sundesson på trettonde plats på 10 000 meter. Han vann SM-guld på 10 000 meter år 1937. 
Henning Sundesson är begravd på Alnö kyrkogård.